# 2435 Хоремхеб
2435 Хоремхеб (2435 Horemheb) — астероїд головного поясу, відкритий 24 вересня 1960 року.
Тіссеранів параметр щодо Юпітера — 3,632.